# 란다우-립시츠-길버트 방정식
란다우-립시츠-길버트 방정식(Landau–Lifshitz–Gilbert equation)은 고체에서 자기화가 시간에 따라 어떻게 바뀌는지를 다루는 방정식이다.
레프 란다우와 예브게니 립시츠(Евге́ний Миха́йлович Ли́фшиц), T.L. 길버트의 이름을 땄다. 처음 방정식을 란다우와 립시츠가 고안했고, 길버트가 방정식을 수정했다.

## 란다우-립시츠 상미분방정식
란다우-립시츠 상미분방정식(이하 LLE)는 자성을 가지고 있는 고체 내에 알짜 자기장 H가 걸려있을 때, 시간에 따라 자기화 M이 어떻게 세차운동하는지 다루고 있다. 이는
{\displaystyle {\frac {d\mathbf {M} }{dt}}=\gamma \left[\mathbf {M} ,\mathbf {H} \right]-\alpha {\frac {\gamma }{M}}\left[\mathbf {M} ,\left[\mathbf {M} ,\mathbf {H} \right]\right].\qquad (1)}
로 나타난다.여기서 [A,B]는 행렬이나 미분연산자 A,B에 대해 정의된 것으로, [A,B] = AB - BA이다.
상수 α 는, 운동이 멈추려고 하는 정도(고전역학의 마찰을 연상하면 쉽다)를 나타낸 것이다. 또, γ는 gyromagnetic ratio이다.

## 란다우-립시츠-길버트 방정식 (LLG 방정식)
LLE는 α가 매우 작을 때는 어느 정도 쓸만하지만, α가 클 때는 M을 제대로 기술하지 못한다. 이를 수정하기 위해 길버트는 α가 붙는 항을 수정해서 제안했다. 결과만 쓰면 다음과 같다.
{\displaystyle {\frac {d\mathbf {M} }{dt}}=\gamma [\mathbf {M} ,\mathbf {H} ]-{\frac {\alpha }{M}}\left[\mathbf {M} ,{\frac {d\mathbf {M} }{dt}}\right].\qquad }
여기서 α는 길버트 감쇠 상수 이고, LLG γ를 γ/(1+α2)로 바꾸면 LLG의 해가 LLE도 만족시킨다.

## 같이 보기
- 자석

## 참조 문서
- Gilbert, T.L. (1955). “A Lagrangian formulation of the gyromagnetic equation of the magnetic field”. 《Physical Review》 100: 1243.
  - 저널에는 논문 초록만 수록. 본문은 연구 보고서 "Armor Research Foundation Project No. A059, Supplementary Report, May 1, 1956"에 있으나 출판되지 않았다. 이 논문에 관해서는 다음을 참고. Gilbert, T. L. (2004). “A phenomenological theory of damping in ferromagnetic materials”. 《Institute of Electrical and Electronics Engineers Transactions on Magnetism》 40 (6): 3443–3449. doi:10.1109/TMAG.2004.836740.
- Landau, Lev D.; Lifshitz, Evgeny M. (1935). “Theory of the dispersion of magnetic permeability in ferromagnetic bodies”. 《Phys. Z. Sowietunion》. 8, 153.
- Skrotskiĭ, G. V. (1984). “The Landau-Lifshitz equation revisited”. 《Soviet Physics Uspekhi》 27 (12): 977–979. doi:10.1070/PU1984v027n12ABEH004101.
- Boling Guo, Shijin Ding (2008). 《Landau-Lifshitz Equations》. Frontiers of Research With the Chinese Academy of Sciences. World Scientific Publishing Company. doi:10.1142/9789812778765. ISBN 978-9812778758.